# Menhir von Obermoschel
Der Menhir von Obermoschel (auch als Der Lange Stein oder Langenstein bezeichnet) ist ein Menhir bei Obermoschel im Donnersbergkreis in Rheinland-Pfalz.

## Lage und Beschreibung
Der Menhir befindet sich nördlich von Obermoschel in einem Waldstück kurz unterhalb des höchsten Punktes einer Anhöhe. Nur wenige Meter östlich führt ein Waldweg vorbei. Es scheint sich hierbei aber nicht um seinen ursprünglichen Standort zu handeln, da in einer Grenzbeschreibung von 1601 die Rede davon ist, dass er an einer Hochstraße und an der Grenze von Alsenz, Hallgarten und Niedermoschel stand. Dieser Grenzpunkt liegt allerdings an einer völlig anderen Stelle. Der Stein scheint also erst später an seinen heutigen Standort gelangt zu sein. Unmittelbar an diesen neuen Standort schließt sich ein mittelbronzezeitliches Grabhügelfeld an.
Der Menhir besteht aus Melaphyr. Er hat eine Höhe von 182 cm, eine Breite von 80 cm und eine Tiefe von 47 cm. Er besitzt einen halbkreisförmigen Querschnitt, ist im mittleren Bereich etwas verdickt und endet in einer flachen, abgerundeten Spitze. Ursprünglich hatte der Stein einen runden Querschnitt; die flache Seite entstand erst durch das Absprengen eines Teils des Steins, was drei Löcher belegen.

## Der Menhir in regionalen Sagen
Kleinen Jungen soll man früher erzählt haben, dass man Hühner piepen hören könne, wenn man das Ohr an den Stein hielt. Wenn sie dann tatsächlich lauschten, stieß man ihren Kopf unsanft gegen den Stein.